# Da quando ti conosco
Da quando ti conosco è un brano musicale scritto da Gigi D'Alessio ed interpretato dal cantautore italiano Luca Napolitano, estratto come terzo singolo dall'EP, Vai.
Luca Napolitano ha presentato il brano in anteprima durante la diretta da Pescara del programma Total Request Live di MTV l'8 luglio 2009.
Il brano, pubblicato dalla casa discografica Warner Music Italy, è in rotazione radiofonica dal 10 luglio 2009 ed in contemporanea disponibile per il download digitale.
Gigi D'Alessio per la scrittura del brano si è ispirato alla storia d'amore tra Luca Napolitano e la sua ex compagna Alice Bellagamba, ballerina conosciuta all'interno della scuola di Amici di Maria De Filippi.
Il brano parla di una relazione che non vuole essere superficiale e che non dura il tempo di un'estate, anzi si trasforma in qualcosa di importante.

## Tracce
Download digitale
1. Da quando ti conosco - 4:10